# Pseudokermes palmae
Pseudokermes palmae  (лат.) — вид полужесткокрылых насекомых-кокцид рода Pseudokermes из семейства ложнощитовки (Coccidae).

## Распространение
Южная Америка: Бразилия (Sao Paulo).

## Описание
Питаются соками таких растений, как Arecaceae.
Таксон Pseudokermes palmae включён в состав рода Pseudokermes Cockerell 1895 (триба Cardiococcini) вместе с видами Pseudokermes armatus, Pseudokermes cooleyi, Pseudokermes correntinus, Pseudokermes eugenium, Pseudokermes geoffroeum, Pseudokermes marginatus, и другими.